# Детелина (Варненська область)
Детели́на (болг. Детелина) — село у Варненській області Болгарії. Входить до складу общини Долішній Чифлик.

## Населення
За даними перепису населення 2011 року у селі проживали 726 осіб.
Національний склад населення села:
| Національність   | Кількість осіб | Відсоток |
| ---------------- | -------------- | -------- |
| турки            | 405            | 55,8%    |
| болгари          | 321            | 44,2%    |
| цигани           | 0              | 0%       |
| інша             | 0              | 0%       |
| не визначились   | 0              | 0%       |
| Всього відповіли | 726            |          |

Розподіл населення за віком у 2011 році:
Динаміка населення: